# Isomaltase
Isomaltase (EC 3.2.1.10) est une enzyme qui rompt les liaisons liant les saccharides, qui ne peuvent être rompues par l'amylase ou la maltase. Il digère les polysaccharides au niveau des liaisons alpha 1-6. Son substrat, la dextrine alpha-limite, est un produit de la digestion de l'amylopectine qui conserve sa liaison 1-6 (ses liaisons alpha 1-4 ayant déjà été dégradées par l'amylase). Le produit de la digestion enzymatique de la dextrine alpha-limite par l'isomaltase est le maltose.
L'isomaltase aide l'amylase à digérer la dextrine alpha-limite pour produire du maltose. La sucrase-isomaltase humaine est une enzyme à double fonction avec deux domaines GH31, l'un servant d'isomaltase, l'autre de saccharose alpha-glucosidase.

## Nomenclature
Le nom systématique de la sucrase-isomaltase est l'oligosaccharide 6-alpha-glucohydrolase. Cette enzyme est également connue sous le nom de :
- Sucrase-alpha-dextrinase
- oligo-1,6-glucosidase,
- limiter la dextrine,
- donc maltase,
- exo-oligo-1,6-glucosidase,
- dextrine 6alpha-glucanohydrolase,
- dextrine alpha-limite,
- la dextrine 6-glucanohydrolase, et
- oligosaccharide alpha-1,6-glucohydrolase.

## Mécanisme

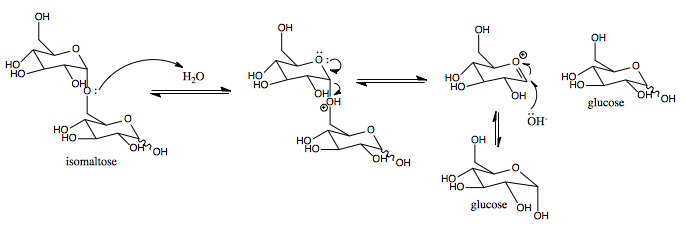
Mécanisme expliquant comment la sucrase-isomaltase catalyse la conversion de l'isomaltose en deux molécules de glucose

Cette enzyme catalyse la réaction chimique suivante
Hydrolyse des liaisons (1->6)-alpha-D-glucosidiques dans certains oligosaccharides produits à partir d'amidon et de glycogène par l'enzyme EC 3.2.1.1.
L'hydrolyse utilise l'eau pour cliver les liaisons chimiques. Le mécanisme de la sucrase-isomaltase entraîne une nette rétention de la configuration au centre anomérique.